# Jakob Lenz (Oper)
Jakob Lenz ist eine Kammeroper in dreizehn Bildern von Wolfgang Rihm (Musik) mit einem Libretto von Michael Fröhling nach der Erzählung Lenz von Georg Büchner. Sie wurde am 8. März 1979 in der Opera stabile der Hamburgischen Staatsoper uraufgeführt.

## Handlung
Die Oper beschreibt die fortschreitende geistige Zerrüttung des Dichters Jakob Michael Reinhold Lenz zur Zeit seines historisch belegten dreiwöchigen Aufenthalts bei Johann Friedrich Oberlin in den Vogesen. Dabei geht es weniger um eine Darstellung der äußeren Ereignisse als um „ein verdichtetes musikalisches Psychogramm“ des Protagonisten.
1. Bild. Lenz geht mechanisch, dann immer gehetzter wie auf der Flucht durch das Gebirge. Sein Lauf gipfelt in einem „langgezogenen, tierhaften“ Schrei. Er vernimmt Stimmen, die ihm die Worte „Geist!“ und „Komm!“ zurufen, und stürzt sich in ein Gewässer vor dem Haus des Pfarrers und Philanthropen Johann Friedrich Oberlin.
2. Bild. Vom Lärm aufgeschreckt, kommt Oberlin aus dem Haus. Lenz behauptet, er würde lediglich ein Bad nehmen und sei gekommen, um Grüße von Christoph Kaufmann zu bringen. Als er seinen Namen nennt, erkennt Oberlin ihn als den Poeten, von dem er bereits einige Werke gelesen hat. Er führt ihn in sein Zimmer und wünscht ihm eine gute Nacht.
Zwischenspiel
3. Bild. Lenz liegt schlaflos im Bett und grübelt. Er denkt an Gott und an die von ihm geliebte Friederike Brion. Stimmen peinigen ihn mit den Worten „Auf dieser Welt hab ich kein’ Freund“. Lenz läuft hinaus und springt zur Abkühlung ins Wasser.
4. Bild. Oberlin findet Lenz zum zweiten Mal im Wasser. Er schlägt vor, gemeinsam durch Gottes Natur zu wandern. Lenz soll die heilende Kraft der Sonne nutzen. Beim Anblick der Wolken fängt Lenz an zu träumen. Eine Gruppe in der Gegend arbeitender Bauern versammelt sich wie eine Gemeinde um ihn. Sie machen ihm Hoffnung.
5. Bild. Mit Oberlins Erlaubnis hält Lenz den Bauern eine Predigt in Form eines sehnsüchtigen Gebets. Die Bauern singen einen Choral: „Leiden sei all mein Gewinn“. Ehrfürchtig und gedankenversunken begibt sich Lenz zurück zum Haus. Er bemerkt nicht, dass sein Freund Kaufmann inzwischen eingetroffen ist.
Zwischenspiel
6. Bild. Oberlin und Kaufmann unterhalten sich über den geistigen Zustand ihres Freundes. Beide wollen Lenz helfen. Oberlin zieht sich zurück, damit Kaufmann allein mit ihm sprechen kann. Nachdem Kaufmann ihn mit sanfter Ironie begrüßt hat, beklagt sich Lenz über seine nachlassende Schaffenskraft. Beide unterhalten sich eine Weile über Literatur. Dann kommt Kaufmann zur Sache: Er hat Briefe von Lenz’ Vater mitgebracht, und seine Familie bittet ihn, zurück nach Hause zu kommen. Lenz ruft aus, dass er lieber sterben werde, und läuft davon.
7. Bild. Allein im Gebirge schreibt Lenz das Gedicht „Wie milde und süß des Abends Kühle herniedersinkt“. Die Stimmen erscheinen erneut und verkünden ihm den bevorstehenden Tod Friederikes. Um sie zu retten, eilt Lenz zurück zu Oberlin.
Zwischenspiel. Zwei Kinder singen im Kanon: „Im tiefsten Herzen war ihm warm, jetzt ist es ihm so eng, so arm! Er will gehen…“
Eine Art Traumbild.
8. Bild. Mitten in der Nacht tritt Lenz in Oberlins Zimmer und fragt ihn nach seiner Geliebten. Oberlin hat keine Ahnung, wovon er spricht. Lenz verspürt den unwiderstehlichen Drang, sofort zu Friederike zu eilen. Vor den Augen von Oberlin und Lenz verwandelt sich der Raum in das Gebirge.
9. Bild. Die Stimmen tanzen in Gestalt von Bergen eine Sarabande zu den Worten „Auf dieser Welt hab ich keine Freud“.
10. Bild. Lenz findet ein aufgebahrtes totes Mädchen, umgeben von Trauernden. Er hält das Mädchen für Friederike, versucht vergeblich, sie mit den Worten „Stehe auf und wandle“ wieder zum Leben zu erwecken, und rast verzweifelt davon.
11. Bild. Lenz läuft ziellos durch die Gegend, bis der Morgen anbricht. Die Stimmen rufen ihm zu, dass er nach dem Tod seiner Geliebten nun auch selbst sterben müsse, um sie wiederzusehen. Sein halbherzig durchgeführter Selbstmordversuch scheitert jedoch.
Zwischenspiel
12. Bild. Kaufmann bringt Lenz zurück zu Oberlin. Dort fantasiert Lenz, dass er seine Geliebte ermordet habe. Als er immer mehr in Raserei gerät, stecken die beiden ihn in eine Zwangsjacke, die Kaufmann in weiser Voraussicht mitgebracht hat. Trotzdem springt Lenz auf und läuft mit der Jacke umher, erst flüsternd, dann immer lauter nach Friederike rufend.
Letztes Bild. Oberlin und Kaufmann sind entsetzt über den Zustand ihres Freundes, der jetzt nur noch das Wort „konsequent“ stammelt. Die beiden erkennen, dass sie nichts mehr für ihn tun können. Sie entfernen sich schnell.

## Gestaltung
Die als Vorlage verwendete Erzählung Lenz von Georg Büchner besteht vorwiegend aus einer Darstellung der seelischen Situation des Protagonisten. Es gibt nur wenige Abschnitte mit direkter Rede. Das macht eine Vertonung als Oper problematisch. Rihm sah den Text als „Zustandsbeschreibung innerhalb eines Zerfallsprozesses“ und gestaltete nach eigenen Worten „die Hauptperson selbst als vielschichtige Handlungsebene“. Er beschrieb die Musik als „extreme Kammermusik, immer auf dem Sprung in die Hauptperson. Obwohl Lenz auf vielen Ebenen handelt oder zu handeln versucht oder zu handeln glaubt, hat er keinen Handlungsspielraum. Deshalb ist er auch eng verwoben in den ihn umgebenden Klang“. Die Komplexität seiner Beziehungen zur Umwelt schilderte Rihm in Form der sechs „Stimmen“. Sie heizen Lenz’ Wahn an und verursachen letztlich seinen Zusammenbruch. Die beiden anderen benannten Personen Oberlin und Kaufmann sind demgegenüber eindimensional behandelt.
Der Hauptfigur ist ein Akkord aus einem Tritonus mit einer kleinen Sekunde (h–f–ges) zugewiesen, der auch für die Farbgebung der sechs Stimmen sorgt. Dieser „flirrende“ Klang steht bereits am Anfang der Oper, und er dominiert die Musik vor allem an Schlüsselpositionen. Durch seine Zusammensetzung aus reiner Quinte und Tritonus („diabolus in musica“), aus „intakter und verformter Konsonanz“, steht er symbolisch für die „Abweichung von der Normalität und die Reibung an ihr“ (Bermbach).:606
Lenz’ Gesangspartie changiert zwischen Gesang, Sprechgesang und gesprochenem Text. Sie orientiert sich an der Titelpartie von Alban Bergs ebenfalls auf einen Text Büchners zurückgehende Oper Wozzeck.
In der Musik mischen sich tonale und atonale Elemente. Rihm verarbeitete auch ältere Musikformen. Der Sarabandenrhythmus und ein Ländler kommen vor. Einige Male gibt es Ansätze zu Arien, und als Großform setzt er ein als „Rondorelief“ bezeichnetes Rondo ein. Die Behandlung der Leidensgeschichte der Hauptfigur erinnert dramaturgisch an ein Passionsoratorium. Die Musik ist rhetorisch gedacht, und es finden sich Elemente der Musica Poetica und der Parodietechnik. Zudem gibt es Anklänge an den christlichen Choral, die Motette und das Madrigal. Am Ende des zweiten Bilds zitiert Oberlin den Schlager So ein Tag, so wunderschön wie heute. Rihm äußerte sich folgendermaßen über den Zweck dieser Stilvermengungen:

„Eine Person wie Jakob Lenz auf der Bühne ist kompliziert allein dadurch, weil sie mehrere Bühnen in sich birgt. Diese ständig präsenten Bühnen muß die Musik repräsentieren. Ich habe dies auf die direkteste Art versucht: die musikalischen Schichten nicht säuberlich getrennt, sondern eben ständig präsent gehalten, bis sie — jeweils ihrer eigenen Dramaturgie gehorchend — hervorbrechen müssen.“

Das Kammerorchester besitzt eine ungewöhnliche Zusammensetzung aus wenigen Bläsern, Cembalo und drei Celli sowie einem größeren Schlagwerk. Da die weicheren Instrumente wie Flöte, Horn oder Violine fehlen, ergibt sich ein eher trockener Klang, der die Sprache betont. Das Instrumentalensemble wird vorwiegend begleitend oder illustrativ eingesetzt. Ein Beispiel für letzteres ist der an einen beschleunigten Herzschlag erinnernde Schlagzeug-Rhythmus zu den Worten „muss laufen, muss laufen“ am Ende des dritten Bilds.
Ulrich Schreiber wies darauf hin, dass die Figuren Oberlin und Kaufmann auch als Produkte von Lenz’ Fantasie gedeutet werden können, da sie sich in seiner Wahrnehmung mit Goethe (Kaufmann) und Herder (Oberlin) vermengen. Goethe hatte einige Jahre vor Lenz eine kurze Liebesbeziehung mit Friederike Brion, unter deren Ende diese noch lange litt. Die Verschmelzung der Charaktere erfolgt durch eine „musikalische Schizographie […] als ein fast ununterbrochenes, durch Schlagwerk und elektronisch verstärktes Cembalo aufgepeitschtes Rondo“ (Schreiber).
Den Höhepunkt des Werks bildet die ausgedehnte Diskussion der drei Charaktere im sechsten Bild. Hier bezieht sich Rihm musikalisch auf seine 1977 uraufgeführten Hölderlin-Fragmente.

### Orchester
Die kammermusikalische Besetzung der Oper besteht aus den folgenden Instrumenten:
- Holzbläser: zwei Oboen (2. auch Englischhorn), Klarinette (auch Bassklarinette), Fagott (auch Kontrafagott)
- Blechbläser: Trompete, Posaune
- Schlagzeug: Röhrenglocken, großes Tamtam, grell klingender Amboss, Woodblock, Peitsche, Bongos, kleine Trommel, große Trommel, mittleres Tomtom
- Cembalo (im 10. und 11. Bild ggf. elektrisch verstärkt)
- Streicher: drei Violoncelli

## Werkgeschichte
Wolfgang Rihms zweite Kammeroper Jakob Lenz entstand zwischen Dezember 1977 und Juni 1978 im Auftrag der Hamburgischen Staatsoper. Er widmete sie „dem Andenken meines verehrten Lehrers Eugen Werner Velte“. Das Libretto verfasste Michael Fröhling, der dazu Elemente aus Georg Büchners Erzählung Lenz mit Gedichten des Dichters Jakob Michael Reinhold Lenz, Briefen von dessen Freunden und dem Bericht von Johann Friedrich Oberlin kombinierte. Bei Letzterem verbrachte der an Schizophrenie leidende Lenz drei Wochen in den Vogesen, ohne Linderung zu finden.
Die Uraufführung fand am 8. März 1979 in der Opera stabile der Hamburgischen Staatsoper statt. Mitglieder des Philharmonischen Staatsorchesters Hamburg spielten unter der Leitung von Klauspeter Seibel. Die Inszenierung stammte von Siegfried Schoenbohm und das Bühnenbild von Brigitte Friesz. Die drei Hauptdarsteller waren Richard Salter als Lenz, Ude Krekow als Oberlin und Peter Haage als Kaufmann.
Jakob Lenz entwickelte sich in den nächsten Jahren zu einer der am häufigsten gespielten neuen Kammeropern. Das Musiktheater im Revier Gelsenkirchen zeigte sie noch im selben Jahr in einer Inszenierung von Thomas Rübenacker (Dirigent: Volkmar Olbrich), die sich als noch erfolgreicher erwies als die Uraufführungsproduktion und als Gastspiel im Theater im Marstall in München (1980) sowie in Frankfurt am Main, Paris, Rennes, Bonn, Salvador Bahia, Buenos Aires, São Paulo, Rio de Janeiro und Belo Horizonte gespielt wurde. Bis zum Jahr 2000 gab es bereits um die fünfzig Neuproduktionen.:605 Nachweisbar sind beispielsweise die folgenden Aufführungen:
- 1980: Stuttgart – Dirigent: Bernhard Kontarsky, Regie: Ernst Poettgen; Lenz: Karl-Friedrich Dürr.[3]
- 1981: Osnabrück.[9]
- 1981: Freiburg im Breisgau.[3]
- 1981: Indiana University Bloomington.[4]
- 1982: Schwerin.[4]
- 1982: Kopenhagen.[4]
- 1982: Münster.[10]
- 1983: Zürich – Dirigentin: Marie-Jeanne Dufour, Regie: Heinz Lukas-Kindermann; Lenz: Rudolf A. Hartmann.[3]
- 1983: Deutsche Oper Berlin.[9]
- 1985: Montréal mit Gastspiel in Quebec.[4]
- 1987: Leipzig.[3]
- 1987: Almeida Theatre, London – britische Erstaufführung.[11]
- 1988: New York, Juilliard American Opera Centre.[3]
- 1988: Düsseldorf.[3]
- 1988: Wien, Studiobühne der Staatsoper – Dirigent: Peter Keuschnig, Regie: Heinz Lukas-Kindermann; Richard Salter.[3]
- 1988: Alessandria.[4]
- 1989: Saarbrücken.[12]
- 1990: Köln.[9]
- 1991: Antwerpen.[4]
- 1992: Bonn.[9]
- 1995: Hof.[9]
- 1995: Bremen, Concordia-Theater[13]
- 1996: Greifswald.[9]
- 1999: Tokyo.[4]
- 2003: Riga.[4]
- 2008: Wien.[14]
- 2012: Hampstead Theatre, London – Produktion der English National Opera; Dirigent: Alex Ingram, Inszenierung: Sam Brown, Bühne: Annemarie Woods; Lenz: Andrew Shore.[15]
- 2014: Oper Stuttgart – Dirigent: Franck Ollu, Inszenierung: Andrea Breth, Bühne: Martin Zehetgruber; Lenz: Georg Nigl, Kaufmann: Henry Waddington, Oberlin: John Graham-Hall.[16] Die Produktion und der Darsteller der Titelrolle wurden in der Kritikerumfrage der Zeitschrift Opernwelt zur „Aufführung des Jahres“ bzw. zum „Sänger des Jahres“ gewählt.[17]
- 2018: Theater Bielefeld – Dirigent: Gregor Rot, Inszenierung: Nadja Loschky.[18]
- 2019: Théâtre Athénée, Paris – Dirigent: Maxime Pascal, Inszenierung: Nieto.[19]
- 2020: Bremen[20]
- 2021: Nationaltheater Mannheim – Dirigent: Franck Ollu, Inszenierung: Calixto Bieito[21]
- 2022: Stadttheater Klagenfurt – Dirigent: Mitsugu Hoshin, Regie: Sophie Springer[22]
- 2022: Opernhaus Zürich – Dirigent: Adrian Kelly, Inszenierung: Mélanie Huber[23]

## Aufnahmen
- 19./20. Dezember 1983 – Arturo Tamayo (Dirigent), Kammerorchester Berlin, Schöneberger Sängerknaben.
 Richard Salter (Jakob Lenz), William Dooley (Oberlin), Ernst August Steinhoff (Kaufmann), Josef Becker, Klaus Lang, Barbara Scherler, Regina Schudel, Helga Visnievska und Barbara Vogel (Stimmen), Göktürk Barutcu und Christian Preinesberger (Kinder).
 Studioaufnahme.
 harmonia mundi LP: 16 9522 3 (2 LPs).[24]:15151
- 16. November 2006 – Olivier Dejours (Dirigent), Orchestre National de Bordeaux Aquitaine, Jeune Polyphonie Vocale d’Aquitaine, Membres du Chœur de l’Opéra national de Bordeaux.
 Johannes Kösters (Jakob Lenz), Gregory Reinhart (Oberlin), Ian Caley (Kaufmann).
 Live aus Bordeaux.[24]:15152
- Januar/Februar 2022 – Franck Ollu (Dirigent), Orchester des Nationaltheaters Mannheim.
 Joachim Goltz (Jakob Lenz), Patrick Zielke (Oberlin), Raphael Wittmer (Kaufmann), Josefin Feiler, Rebecca Blanz, Marie-Belle Sandis, Maria Polanska, Sergii Moskalchuk und Marcel Brunner (Stimmen).
 Live aus dem Nationaltheater Mannheim.
 Übertragung im Radio hr2-kultur.[25]
- 27. Juli 2022 – Maxime Pascal (Dirigent), Ensemble Le Balcon.
 Georg Nigl (Jakob Lenz), Damien Pass (Oberlin), John Daszak (Kaufmann), Solistinnen und Solisten der Salzburger Festspiele und des Theater Kinderchors.
 Live, konzertant von den Salzburger Festspielen aus dem Mozarteum Salzburg.
 Übertragung im Radio BR-Klassik.[26]